# Pyu
Pyu, Phyu o Phyuu (birmano: ဖြူးမြို့) es una localidad de Birmania situada en la región de Bago. Dentro de la región, es la capital del municipio homónimo en el distrito de Taungoo.
En 2014 tenía una población de 63 880 habitantes, algo más de la quinta parte de la población municipal.
Se conoce la existencia de la localidad desde el siglo XIII, cuando se cita en documentos del reino de Hanthawaddy como un pueblo conquistado a la civilización pyu, de la cual toma el topónimo. El principal monumento de Pyu es una gran pagoda denominada "Po Moni", situada en el sur de la localidad.
Se ubica unos 40 km al sur de la capital distrital Taungoo, sobre la carretera 1 que lleva a Pegu y Rangún.